# Karl Erik Stougaard
Karl Erik Stougaard (født 14. marts 1968 i Assens) er en dansk journalist og forfatter, der siden 1. august 2023 har været chefredaktør på Fyns Amts Avis.

## Baggrund
Stougaard er student (1987) fra Vestfyns Gymnasium i barndomsbyen Glamsbjerg og uddannet som journalist fra Danmarks Journalisthøjskole (1994). 
Karl Erik Stougaard er gift med afdelingschef Annette Lunde Stougaard.

## Karriere
Stougaard var i praktik på Morgenavisen Jyllands-Posten. Han arbejdede i foråret 1994 som journalist på Ugeskrift for Læger og fra juni 1994 til februar 1996 for Morgenavisen Jyllands-Postens redaktion i Slagelse. Fra 1996 til 1998 var han avisens kriminalreporter på redaktionen i København. I februar 1998 skiftede han til Berlingske Tidende, først som undersøgende reporter i Den Samfundspolitiske Redaktion. Han var en del af holdet, som i 1999 skrev en kontroversiel artikelserie om Dansk Riffel Syndikats våbensalg til tyskerne under besættelsen. Syndikatets største aktionær var nu afdøde skibsreder A.P. Møller. Berlingske Tidende var, da artikelserien blev bragt, ejet af bl.a. Maersk-koncernen, som kort efter solgte sine aktier. Artikelseriens afsløringer førte i 2001 til en større forskningsrådsbevilling til udforskning af besættelsestidens økonomiske og erhvervsmæssige historie, der blev lokaliseret på Center for virksomhedshistorie på CBS.
Stougaard skiftede siden til Christiansborg og senere igen til Sporten. I efteråret 2003 var han en kort periode igen undersøgende reporter, inden han fra januar 2004 til marts 2005 var Berlingske Tidendes søndagsredaktør. I denne periode bragte Berlingske Søndag bl.a. artiklerne om den såkaldte FE-sag, der førte til strafferetlig tiltale mod to journalister og daværende administrerende chefredaktør Niels Lunde. Stougaard var vidne i straffesagen, som førte til frifindelse.
Fra marts 2005 til 2009 var Stougaard Berlingske Tidendes korrespondent i Washington, D.C. Han dækkede afslutningsvis valget i 2008, hvor Barack Obama blev præsident. Fra marts 2009 var Stougaard medlem af avisens Gravegruppe som undersøgende reporter. Stougaard blev i 2010 sammen med journalist Simon Bendtsen og researcher Michael Jagd nomineret til Cavlingprisen for en artikelserie om det kurdiske ROJ TV.
1. august 2013 tiltrådte Karl Erik Stougaard som redaktionschef på politiken.dk og efterfølgende blev han chefredaktør på B.T.. I 2017 blev han chefredaktør på Euroman og i september 2020 blev han ansvarshavende chefredaktør for Nordjyske Medier. Nordjyske Medier skiftede navn til Det Nordjyske Mediehus i 2021.